# Campionati europei di atletica leggera indoor 1988 - 60 metri ostacoli femminili
I 60 metri ostacoli si sono tenuti il 5 marzo 1988 presso lo Sportcsarnok di Budapest, in Ungheria.

## Risultati

### Batterie
Qualificazione: le prime due di ogni batteria (Q) e i 4 seguenti migliori tempi (q) vanno alle Semifinali.

#### Batteria 1
Sabato 5 marzo 1988.
| Posizione | Corsia | Nome             | Nazionalità  | Tempo | Note                          |
| --------- | ------ | ---------------- | ------------ | ----- | ----------------------------- |
| 1         | -      | Mihaela Pogǎcean | Romania      | 7"98  | Q                             |
| 2         | -      | Marjan Olyslager | Paesi Bassi  | 8"05  | Q                             |
| 3         | -      | Ulrike Kliendl   | Austria      | 8"23  | q                             |
| 4         | -      | Mary Massarin    | Italia       | 8"40  | Miglior prestazione personale |
| -         | -      | Kerstin Knabe    | Germania Est | dns   |                               |

#### Batteria 2
| Posizione | Corsia | Nome             | Nazionalità    | Tempo | Note                          |
| --------- | ------ | ---------------- | -------------- | ----- | ----------------------------- |
| 1         | -      | Ginka Zagorcheva | Bulgaria       | 8"00  | Q                             |
| 2         | -      | Laurence Elloy   | Francia        | 8"02  | Q                             |
| 3         | -      | Jitka Tesárková  | Cecoslovacchia | 8"36  | q                             |
| 4         | -      | Carla Tuzzi      | Italia         | 8"52  | Miglior prestazione personale |
| -         | -      | Kerstin Knabe    | Germania Est   | dq    |                               |
| -         | -      | Elisavet Pandazi | Grecia         | dns   |                               |

#### Batteria 3
| Posizione | Corsia | Nome                | Nazionalità    | Tempo | Note |
| --------- | ------ | ------------------- | -------------- | ----- | ---- |
| 1         | -      | Rita Heggli         | Svizzera       | 8"09  | Q    |
| 2         | -      | Claudia Zaczkiewicz | Germania Ovest | 8"12  | Q    |
| 3         | -      | Anne Piquereau      | Francia        | 8"36  |      |
| -         | -      | Sabine Seitl        | Austria        | dns   |      |
| -         | -      | Gloria Siebert      | Germania Est   | dns   |      |

#### Batteria 4
| Posizione | Corsia | Nome               | Nazionalità      | Tempo | Note |
| --------- | ------ | ------------------ | ---------------- | ----- | ---- |
| 1         | -      | Cornelia Oschkenat | Germania Est     | 7"98  | Q    |
| 2         | -      | Eva Sokolova       | Unione Sovietica | 7"99  | Q    |
| 3         | -      | Florence Colle     | Francia          | 8"05  | q    |
| 4         | -      | Gabi Lippe         | Germania Ovest   | 8"28  | q    |

### Semifinali
Qualificazione: le prime tre di ogni semifinale (Q) vanno alla Finale.

#### Semifinale 1
Sabato 5 marzo 1988.
| Posizione | Corsia | Nome                | Nazionalità    | Tempo | Note |
| --------- | ------ | ------------------- | -------------- | ----- | ---- |
| 1         | -      | Cornelia Oschkenat  | Germania Est   | 7"83  | Q    |
| 2         | -      | Laurence Elloy      | Francia        | 7"92  | Q    |
| 3         | -      | Ginka Zagorcheva    | Bulgaria       | 7"97  | Q    |
| 4         | -      | Claudia Zaczkiewicz | Germania Ovest | 7"98  |      |
| 5         | -      | Rita Heggli         | Svizzera       | 8"07  | =    |
| 6         | -      | Jitka Tesárková     | Cecoslovacchia | 8"31  |      |

#### Semifinale 2
| Posizione | Corsia | Nome             | Nazionalità      | Tempo | Note |
| --------- | ------ | ---------------- | ---------------- | ----- | ---- |
| 1         | -      | Mihaela Pogǎcean | Romania          | 7"86  | Q,   |
| 2         | -      | Marjan Olyslager | Paesi Bassi      | 7"95  | Q,   |
| 3         | -      | Florence Colle   | Francia          | 7"97  | Q    |
| 4         | -      | Eva Sokolova     | Unione Sovietica | 7"97  |      |
| 5         | -      | Ulrike Kliendl   | Austria          | 8"31  |      |
| 6         | -      | Gabi Lippe       | Germania Ovest   | 8"37  |      |

### Finale
| Record mondiale       | Jordanka Donkova | 7"74 | Sofia        | 14 febbraio 1987 |
| Record dei Campionati | Bettine Jahn     | 7"75 | Budapest     | 5 marzo 1983     |
| Capolista stagionale  | Gloria Siebert   | 7"76 | Sindelfingen | 5 febbraio 1988  |

Sabato 5 marzo 1988.
| Pos.    | Corsia | Atleta             | Età | Nazione      | Tempo | Note                          |
| ------- | ------ | ------------------ | --- | ------------ | ----- | ----------------------------- |
| Oro     | 3      | Cornelia Oschkenat | 26  | Germania Est | 7"77  | Miglior prestazione personale |
| Argento | 5      | Marjan Olyslager   | 25  | Paesi Bassi  | 7"92  | Miglior prestazione personale |
| Bronzo  | 2      | Mihaela Pogăcean   | 30  | Romania      | 7"92  |                               |
| 4       | 6      | Ginka Zagorcheva   | 29  | Bulgaria     | 7"95  |                               |
| 5       | 4      | Laurence Elloy     | 28  | Francia      | 7"95  |                               |
| 6       | 1      | Florence Colle     | 22  | Francia      | 8"02  | Miglior prestazione personale |